# 瑪麗亞·卡拉絲
玛丽亚·卡拉斯（英語：Maria Callas，1923年12月2日—1977年9月16日），美国籍希腊女高音歌唱家。卡拉斯是意大利“美声歌剧”（bel canto）复兴的代表人物。卡拉斯能够胜任各种风格的歌剧，出演的歌剧涵盖从早期古典歌剧直到晚近的威尔第和普契尼的作品。社会也曾广泛留意卡拉絲的個人生活。

## 生平
卡拉斯生于美国纽约市特伦斯红衣主教库克医疗保健中心 ，原名为瑪麗亞·安娜·索菲亞·塞西莉亞·卡洛杰羅普盧。此时，卡拉斯的父母乔治和依凡杰丽亚刚刚从希腊移民美国，在纽约的希腊人街区开了一間药房。卡拉斯在家中排行第三，有一个姐姐和早年夭折的哥哥。卡拉斯父母的婚姻生活并不好，她母亲依凡杰丽亚认为自己的婚姻和移居纽约使她的地位跌落。她父亲乔治则不满妻子偏愛卡拉斯的姐姐，并强迫卡拉斯学习歌唱的行为。1937年，卡拉斯的父母离婚，依凡杰丽亚带着两个女儿回到希腊雅典，主要是为了發展卡拉斯的歌唱才能。如果没有依凡杰丽亚的强迫，也许卡拉斯就不会选择歌唱作为职业。也是为此，以及卡拉斯认为母亲对姐姐的偏爱，她一直与母亲和姐姐有着隔閡。1951年以后，卡拉斯与她的母亲就再也没有见面。

### 教育
卡拉斯在雅典开始接受正式的音乐教育。她母亲曾试图让她进入著名的雅典音乐学院学习，但没有成功。音乐学院的校长在听过卡拉斯的试唱后拒绝招收她入学，要求她先接受更多的声乐训练。1937年夏，希腊国立音乐学院的声乐教师玛丽亚·翠薇拉（Maria Trivella）在听了卡拉斯的试唱后立刻表示免费收她為学生。1938年4月11日，在一次由翠薇拉学生组成的专场演出中，卡拉斯演唱了《托斯卡》中的一首二重唱，这是她的第一次公开演出。卡拉斯在过去的几个月内已取得了长足的进步，这使得她母亲联系到雅典音乐学院著名的女高音埃尔维拉·德·伊达尔格（Elvira de Hidalgo）。伊达尔格表示愿意收卡拉斯为学生。不过，由于卡拉斯在一年后就可以从国立音乐学院毕业并可以开始工作，她的母亲请求伊达尔格延缓入学一年。1939年4月2日，卡拉斯第一次在奥林匹亚剧院登场，出演《乡村骑士》中的Santuzza。这一年秋天，她进入雅典音乐学院跟随伊达尔格学习美声风格的演唱。

### 事業
1941年7月4日，18岁的卡拉斯在雅典歌剧院进行了她歌劇事業的第一次演出，她出演《托斯卡》。在此后的三年中又出演了《乡村骑士》 中的Santuzza和《遊唱詩人》中的Leonora。1946年，卡拉斯回到美国，但是并没有得到真正的演出机会。1947年，卡拉斯的职业生涯获得了转机。在意大利维罗纳音乐节的露天剧场她进行了意大利首演，剧目是图利奥·塞拉芬指挥的蓬基耶利的《歌女乔康达》，演出非常成功。此后，指挥塞拉芬为挑选演员时联系卡拉斯。卡拉斯表示她对该剧很熟悉，而其实她只是在音乐学院时期看过第一幕的乐谱。塞拉芬在听过卡拉斯试唱该剧的前两幕后，对卡拉斯说他非常满意。这时卡拉斯才说出了真相，她是完全读谱演唱的。这令塞拉芬对卡拉斯的信心更为确定了。此后，卡拉斯与塞拉芬合作演出了众多的美声歌剧，奠定了她在歌剧界的地位，并带动了美声唱法在1950年代的复兴。
在维罗纳，卡拉斯遇到了中年富有的企业家乔瓦尼·梅内吉尼。梅内吉尼开始追求卡拉斯，两人在1949年结婚。婚后梅内吉尼成为卡拉斯的经纪人，直到1959年两人分居为止。梅内吉尼的支持照顾使得卡拉斯在意大利能够立足和发展。在他后来的回忆录中，他提到卡拉斯的幸福是他的唯一所求。
1950年代，卡拉斯在世界著名歌剧院演出频密，其中包括了米兰斯卡拉歌剧院，巴黎加尼叶歌剧院，纽约大都会歌剧院，伦敦皇家歌剧院等。1954年在出演歌剧《美狄亚》前后，原本身材丰硕的卡拉斯在短时间内减肥80磅，她全新的形象令观众大为吃惊。有人认为由于体重减轻使得卡拉斯在发音时更加费力，导致了她相对短暂的歌劇生涯。在她晚期的立体声录音中，她在展示高超艺术表现的同时，处理高音时声音不稳定的现象有时已经很明显。1960年，卡拉斯在斯卡拉歌剧院最后的一个新剧目是多尼采蒂的《波流托》。选择该剧是为了适应卡拉斯的發聲能力。
在她女高音生涯的晚期，卡拉斯出演了《美狄亚》、《诺尔玛》和《托斯卡》。最著名的是她1964年年初，在巴黎，纽约和伦敦演出的《托斯卡》。其间在伦敦皇家柯文特花园歌剧院的一次演出中，《托斯卡》的第二幕錄了做电视录像。这是卡拉斯歌剧演出稀有的影像资料。她最后一次的歌剧演出是1965年7月5日在柯文特花园歌剧院进行的。
1971年10月至1972年3月，卡拉斯在纽约的朱利亚音乐学院举办了一系列的大师班。当时朱利亚学院邀请卡拉斯担任艺术总监，但被她拒绝了。此后，卡拉斯在欧洲、韩国、日本举行了多场音乐会。尽管卡拉斯的声音已经无法与她全盛时期相比，但是她的魅力还是令观众趋之若鹜。1974年11月她與搭檔朱塞佩·德·史帝法諾一起以鋼琴伴奏二人合唱的形式，在日本的福岡、大阪、東京各地巡迴演出，11日在札幌落下了她的舞臺演出的最後帷幕。
卡拉斯为歌剧爱好者中众多的支持者所推崇，但是同时也有很多人对她的演唱颇有微词。卡拉斯的热爱者称呼她为“La Divina”（意大利文，意即女神），津津乐道于她在舞台上惊人的表现力。卡拉斯的批评者则认为她的音质不如其他顶尖女高音，如提芭蒂、卡芭叶或萨瑟兰等一般优美动听。而卡拉斯的支持者则表示卡拉斯对人物性格的诠释是无人能比的。

### 個人生活
卡拉斯与希臘船王亚里士多德·奥纳西斯保持了多年的亲密關係。这一直吸引了媒體和社會相當的關注。卡拉斯在1957年一次演出後的聚會上与奥纳西斯相識。1959年11月，她离开丈夫梅内吉尼，与奥纳西斯同居。有报道称，卡拉斯在1960年曾生育过一个男孩，不过产后数小时内就夭折了。两人的关系在九年后终结。奥纳西斯离开卡拉斯，转而追求美国前总统约翰·肯尼迪的遗孀杰奎琳·肯尼迪。雖然卡拉斯與丈夫梅内吉尼分居多年，但是梅内吉尼始終不同意離婚，爲此卡拉斯為了與他離婚費了七年周折，直至1966年卡拉斯放棄了美國公民身份，轉而取得了希臘公民身份，從而正式結束了這樁婚姻。由於她和梅内吉尼的婚禮不是在教堂舉行的，按照希臘法律，凡是希臘公民如果婚禮不是在教堂舉行，其婚姻就會被視爲無效。
卡拉斯此後一直独自居住在巴黎，直到去世。1977年9月16日，卡拉斯在她的住所死于由于用藥過量引起的心臟衰竭，享年53歲。葬礼在1977年9月20日在巴黎十六区的希腊正教会圣司提反主教座堂举行。死后按照遗愿，她的骨灰被撒入爱琴海。

## 著名錄音
所有的录音都是单声道录音，除非另外标明。
- 威尔第《遊唱詩人》，指挥：圭多·皮科，现场录音，墨西哥城，1950年6月20日
- 威尔第《阿依達》，指挥：Oliviero de Fabritiis，现场录音，墨西哥城，1951年7月3日  EMI 7243 5 62678 2 4
- 贝利尼《诺尔玛》，指挥：Vittorio Gui，现场录音，皇家歌剧院，伦敦，1952年11月18日  EMI 7243 5 62668 2 7
- 威尔第《麦克白》，指挥：维克多·德·萨巴塔，现场录音，米兰斯卡拉歌剧院，1952年12月7日  EMI 7243 5 66447 2 4
- 贝利尼《清教徒》，指挥：图利奥·塞拉芬，EMI 录音室录音，1953年3月-4月  EMI CDS 7 47308 8
- 馬斯康尼（Pietro Mascagni）《鄉間騎士》（Cavalleria Rusticana），指挥：图利奥·塞拉芬，EMI 录音室录音，1953年8月  EMI CDS 7 47981 8
- 普契尼《托斯卡》，指挥：维克多·德·萨巴塔，EMI 录音室录音，1953年8月  EMI CDS 7 47175 8
- 凱魯比尼（Luigi Cherubini）《美狄亚》，指挥：莱昂纳德·伯恩斯坦，现场录音，米兰斯卡拉歌剧院，1953年12月10日  EMI 7243 5 67909 2 6
- 雷翁卡瓦洛（Ruggero Leoncavallo）《丑角》（Pagliacci），指挥：图利奥·塞拉芬，EMI 录音室录音，1954年6月  EMI CDS 7 47981 8
- 威尔第《茶花女》，指挥：卡尔罗·马里亚·朱利尼，现场录音，米兰斯卡拉歌剧院，1955年5月28日  EMI 7243 5 66450 2 8
- 威尔第《弄臣》，指挥：图利奥·塞拉芬，EMI 录音室录音，1955年9月  EMI 7243 5 56327 2 2
- 多尼采蒂《拉美莫爾的露琪亞》，指挥：赫伯特·冯·卡拉扬，现场录音，柏林，1955年9月29日  EMI CMS 7 63631 2
- 贝利尼《诺尔玛》，指挥：安东尼诺·沃托（Antonino Votto），现场录音，米兰斯卡拉歌剧院，1955年12月7日
- 威尔第《遊唱詩人》，指挥：卡拉扬，EMI 录音室录音，1956年8月  EMI CDM 5 66669 2
- 普契尼《波希米亚人》，指挥：安东尼诺·沃托，EMI 录音室录音，1956年8月-9月  EMI CDS 7 47475 8
- 威尔第《假面舞會》（Un ballo in maschera），指挥：安东尼诺·沃托，EMI 录音室录音，1956年9月 EMI CDS 47498 8
- 罗西尼《塞維利亞的理髮師》，指挥：Alceo Galliera，EMI 录音室录音，立体声，1957年2月  EMI CDS 7 47634 8
- 贝利尼《夢遊女》（La Sonnambula），指挥：安东尼诺·沃托，EMI 录音室录音，1957年3月  EMI CDS 7 47378 8
- 多尼采蒂（Donizetti）《安娜·波列娜》，指挥：Gianandrea Gavazzeni，现场录音，米兰斯卡拉歌剧院，1957年4月14日  EMI 7243 5 66471 2 1
- 贝利尼《夢遊女》（La Sonnambula），指挥：安东尼诺·沃托，现场录音，科隆，1957年7月4日  EMI 7243 5 62672 2 0
- 威尔第《假面舞會》，指挥：Gianandrea Gavazzeni，现场录音，米兰斯卡拉歌剧院，1957年12月7日  EMI 7243 5 67918 2 4
- 威尔第《茶花女》，指挥：Franco Ghione，现场录音，里斯本，1958年3月27日  EMI CDS 7 491878 8
- 错乱的场景（选段：多尼采蒂《安娜·波列娜》、贝利尼《清教徒》及托馬·昂布魯瓦《哈姆雷特》），指挥：Nicola Rescigno，EMI 录音室录音，立体声，1958年9月
- 蓬基耶利《喬宮達》（La Gioconda），指挥：安东尼诺·沃托，EMI 录音室录音，立体声，1959年9月  EMI 7243 5 56291 2 8

## 名言
关于泰巴尔迪：“等她能同时出演《女武神》和《清教徒》的时候，你再来比较我们两人吧。”

## 相关作品
- 《玛丽亚》，2024年电影

## 外部連結
- 互联网电影数据库（IMDb）上《永远的卡拉斯（英文）》的资料（英文）
- Divina, 官方网站（英文）（意大利文）
- 玛丽亚·卡拉斯 （页面存档备份，存于）（英文）
- Maria Callas La Divina （页面存档备份，存于）（英文）
- La Divina — 從恐龍妹到歌劇女神 （页面存档备份，存于）
- 世纪的歌声魅影 — 一代歌后卡拉斯